# Veselí (román)
Veselí je autobiografický román od české spisovatelky Radky Třeštíkové. Kniha byla vydána roku 2018 nakladatelstvím Albatros. Román se odehrává v rodném městě autorky – Veselí nad Moravou. Zatímco předcházející romány autorky vyprávěly o osudech několika osob, ve Veselí se Radka Třeštíková zaměřila na život jediné protagonistky, Elišky. Kniha je plná pocitů, životních situací a kroků, které jsou potřeba pro lepší či jednodušší život. Prostřednictvím proměny Eliščina vztahu k rodičům román ukazuje, co je v životě důležité.

## Děj
Eliška je přibližně ve věku třiceti let a zdobí ji krása a několik pracovních úspěchů, avšak také několik neúspěšných vztahů. Na začátku příběhu najdeme Elišku sedícího v rychlíku směrem domů do Veselí. Po rozchodu se rozhodne vrátit k rodičům, do svého rodného domu, kde se rozhodne uplatnit své teoretické marketingové znalosti otevřením obchodu s rybářskými a loveckými potřebami. Občas se setkává s dávnými kamarádkami, jako je Jarka, která zavře své bistro a utápí své starosti v alkoholu, nebo Lenka, matka tří dětí, kterou občas zbije její věčně opilý manžel. Ovšem na scénu přichází i Standa, majitel firmy na odvoz fekálií, který se o ni začne zajímat. Dále se potkává se svou první láskou Hynkem, který je však ženatý a má dceru. A nakonec je tu Adam, floutek, který se snaží utéct svým problémům a odchází do Austrálie.
Kromě komplikovaného milostného života a vztahů s kamarádkami se Eliška potýká i s vztahem ke svým rodičům. Nikdy spolu nevyjádřili své emoce otevřeně a nikdy se spolu neobjímali. I když žijí pod jednou střechou, jsou odděleni. Když její tatínek onemocní, začne Eliška chápat, jak důležití jsou pro ni její rodiče. Totéž platí i pro její maminku.
Eliška se v tom všem trochu ztrácí, realita se odlišuje od jejích očekávání. I přesto, že se po zkušenostech v Praze vrací domů do Veselí, uvědomuje si, že sem možná patří právě ona. Skrze vzpomínky nám přibližuje svůj život v Praze. I když má možnost vycestovat daleko nebo žít v ještě větším městě než je Praha, rozhodne se zůstat. Teprve až zůstane v domě rodičů sama, cítí se konečně dospělá a možná i smířená.

## Recenze
Vlaďka Šumbertová ve své recenzi popisuje knihu jako fiktivní autobiografii přibarvenou několika groteskními situacemi. Kniha není psána jako ostatní knihy Radky Třeštíkové, ale váže se na vztah s rodinou a vyrovnává se s momenty vlastního života. „Právě proto je Veselí skutečně ryze osobní, ve svých emocích bytostně prožité.“ V posledním odstavci nabádá filmaře k natočení filmu, který bude mít skvělé ohlasy.
Juan Zamora za iLiteraturu tvrdí, že kniha obsahuje humoristické prvky s vážnějším sdělením, ale po přečtení knihy budete v rozpacích. Dostáváme zde nevyrovnaný příběh, nenajdeme jednu výraznou dějovou linku. Mělo by se jednat o oddechové čtení, ale není tomu tak v některých pasážích a působí až dojmem, kdy autorka by měla mít vyšší literární ambice. Kniha Veselí obsahuje dojemné pasáže, ale většinou jsou spíše krátké a nejsou propojené do souvislých celků. Autor recenze se také zaměřuje na jazyk, a jak autorka pracuje s humorem, zdá se mu prvoplánový. „Přehnané je také to, jak se v knize líčí partnerské vztahy. Z logiky žánru vyplývá, že příběh nebude tematizovat fungující monogamní vztahy, jenže různých zamotanců je tu přece jen příliš.“ Závěrem ji Juan Zamora považuje za nevyrovnanou, kniha se čte s poklidem, ale jedná se spíše o zbytečně dlouhé čtení, které nemá skoro žádný zřetelný závěr.
Pro Lenku Mynaříkovou je kniha mírně nevyrovnaná. Najdeme v ní groteskní situace, které patří k trapným až neuvěřitelným, v polovině knihy jsou vystřídány komické situace za emoce myšlenek a pocitů. Radka Třeštíková nenaplnila očekávání a mnoho věcí bylo nedokončených a nepřesvědčivých, ale i přes tento názor knihu čtenářům doporučuje.